# Saint Obice
Saint Obice (italien : Sant'Obizio), né vers 1150 à Niardo, dans la province de Brescia (un 4 février) et décédé vers 1204, est un noble italien, d'abord condottière puis ermite qui est vénéré comme saint par l'Église catholique.   Son père, Gratiadeus (Graziodeo), était chevalier et gouverneur de Valcamonica.
Issu d'une famille profondément religieuse, et lui-même dévoué à sainte Marguerite dans sa jeunesse, il se fit chevalier, et mena une brillante carrière militaire en participant aux guerres entre Crémone et Brescia. Il épousa la comtesse Inglissenda Porro, avec qui il eut quatre enfants : Jacopo, Berta, Margherita et Maffeo.

## Conversion
Un événement conduisit Obice à abandonner sa carrière militaire. Le 7 juillet 1191, lors de la bataille de la Malamorte (it), sur la rivière Oglio, en territoire de Brescia, alors qu'Obice dirigeait une bande armée contre les Bergamasques, ces derniers se retirèrent sur un pont de bois où ils furent poursuivis par Obice et ses compagnons d'armes. Le poids combiné de la soldatesque, des armures et des chevaux fut si important qu'il fit s'effondrer le pont, et Obice ainsi que tous les combattants furent plongés dans l'eau. Selon sa légende, alors qu'il était dans l'eau, il eut une vision terrifiante de l'enfer où il vit les âmes arriver en foule, aussi pressées et aussi nombreuses que les flocons de neige qui tombent sur la terre. Lui-même échappa à la noyade, mais sa vie fut changée. Il se décida à abandonner le monde pour se consacrer à une vie de pénitence et de prière. Malgré la résistance de sa famille à cette idée, la détermination d'Obice les gagna tous, et deux de ses enfants, Margherita et Maffeo, se firent également religieux.
Obice vécut alors dans la pauvreté, la pénitence et la prière. Après avoir mené une vie d'ermite et de pèlerin, il demanda à devenir simple oblat au service des religieuses du monastère Santa Giulia à Brescia, ce qui lui fut accordé en 1197. Il y passa le reste de sa vie, accomplissant divers actes de charité. Mort en odeur de sainteté, il fut enterré en grand honneur dans l'église du monastère

## Vénération
En 1498, il fut rapporté que l'urne contenant les reliques d'Obice commença à émettre une eau miraculeuse. Ses reliques furent alors transférées sous l'autel de Santa Giulia et en 1553, le même phénomène fut de nouveau signalé. Lors de l'Année sainte de 1600, son culte fut approuvé par le Vatican.
Entre 1526 et 1528, le Romanino illustra l'histoire de sa vie dans une série de fresques (Storie di sant'Obizio), dans la basilique de San Salvatore à Brescia.
Lors de la suppression du monastère de Santa Giulia en 1797 à l'époque de la République cisalpine, Niardo demanda que les reliques d'Obice lui reviennent, et elles sont aujourd'hui enchâssées dans le maître-autel de l'église paroissiale cette ville.